# Pablo Mannara
Pablo Andres Mannara (Lanús, Argentina, 18 de abril de 1977) es un futbolista que juega como mediocampista. Es hermano del también futbolista Rodrigo Mannara y actualmente juega en el SATSAID del Torneo Argentino C.

## Clubes
| Club                        | País      | Año       |
| --------------------------- | --------- | --------- |
| Lanús                       | Argentina | 1994-1997 |
| Arsenal de Sarandí          | Argentina | 1997-2000 |
| Ferro Carril Oeste          | Argentina | 2000-2001 |
| Olimpo de Bahia Blanca      | Argentina | 2001      |
| Tigre                       | Argentina | 2002      |
| Olimpo de Bahia Blanca      | Argentina | 2002-2004 |
| Quilmes                     | Argentina | 2004-2005 |
| Pontevedra                  | España    | 2005-2006 |
| Nueva Chicago               | Argentina | 2006      |
| Talleres                    | Argentina | 2007      |
| Platense                    | Argentina | 2007      |
| Almagro                     | Argentina | 2008      |
| Cobreloa                    | Chile     | 2009      |
| Armenio                     | Argentina | 2009      |
| Racing de Córdoba           | Argentina | 2010-2011 |
| Lamadrid                    | Argentina | 2011-2012 |
| Club Atlético JORGE NEWBERY | Argentina | 2012-2013 |